# Distrikt Chachas
Der Distrikt Chachas liegt in der Provinz Castilla in der Region Arequipa in Südwest-Peru. Der Distrikt besitzt eine Fläche von 1196 km². Beim Zensus 2017 wurden 1758 Einwohner gezählt. Im Jahr 1993 lag die Einwohnerzahl bei 2306, im Jahr 2007 bei 1947. Die Distriktverwaltung befindet sich in der 3055 m hoch gelegenen Ortschaft Chachas mit 618 Einwohnern (Stand 2017). Chachas liegt 68 km nordnordöstlich der Provinzhauptstadt Aplao.

## Geographische Lage
Der Distrikt Chachas liegt in der Cordillera Volcánica im zentralen Norden der Provinz Castilla. Die kontinentale Wasserscheide verläuft durch den Distrikt. Der Río Andahua entwässert den Westen des Distrikts nach Süden zur Laguna de Chachas. Der oberflächige Abfluss des Sees nach Süden zum Río Colca wird durch Lavaströme blockiert. Der Ostteil des Distrikts wird über den Río Molloco nach Süden zum Río Colca entwässert. Der Norden des Distrikts liegt im Einzugsgebiet des Río Velille (im Oberlauf auch Río Cayarani), einem Nebenfluss des Río Apurímac.
Der Distrikt Chachas grenzt im Südwesten an den Distrikt Andagua, im Westen an den Distrikt Orcopampa, im Norden an den Distrikt Cayarani (Provinz Condesuyos), im Nordosten an den Distrikt Caylloma (Provinz Caylloma), im Südosten an den Distrikt Choco sowie im äußersten Süden an den Distrikt Ayo.

## Ortschaften
Im Distrikt gibt es neben dem Hauptort folgende größere Ortschaften:
- Checotaña
- Huaracopallca
- Nahuira
- Nuevo Tolconi